# Adolphe Kégresse
Adolphe Kégresse, né (kegreisz) le 20 juin 1879 à Héricourt (Haute-Saône) et mort le 9 février 1943 à Croissy-sur-Seine, est un ingénieur français.

## Historique
Après avoir suivi les cours de l'école pratique de Montbéliard, il  travaille dans la société Jeanperrin Frères à Glay. En 1900, il s'engage pour trois ans au 1er régiment d'artillerie de marine à Lorient. Libéré avec un certificat de bonne conduite, il séjourne quelques mois chez ses parents à Beaucourt (Territoire de Belfort). Il part en 1903 à Saint-Pétersbourg. Mécanicien très inventif, il commença sa carrière comme responsable technique du premier garage impérial du tsar Nicolas II de 1906 à 1917. En 1910, à la demande du tsar, il met au point des autochenilles originales (à partir de véhicules Packard, Mercedes-Benz et Delaunay-Belleville) capables de se déplacer facilement, particulièrement dans la neige. Il expérimente divers matériaux légers et souples comme des cordes, des courroies de cuir tressé et du caoutchouc armé. Il avait ainsi inventé le principe du « half-track » qui fut largement utilisé par la plupart des armées pendant la Seconde Guerre mondiale.

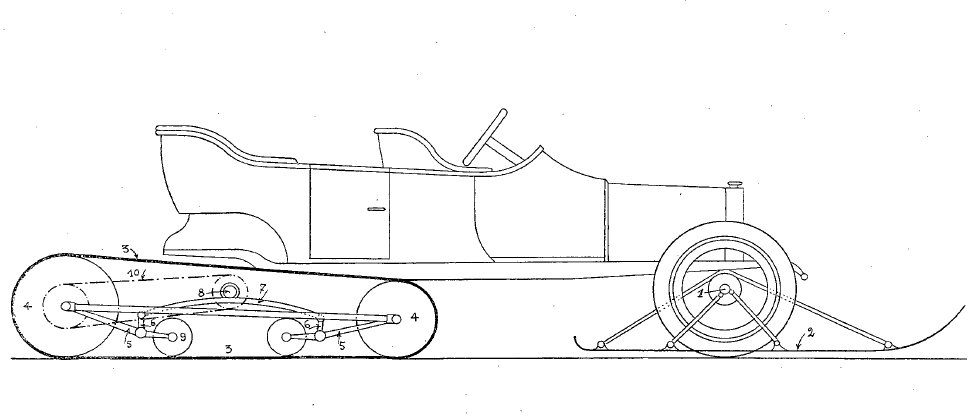
Dessin de brevet de 1913.

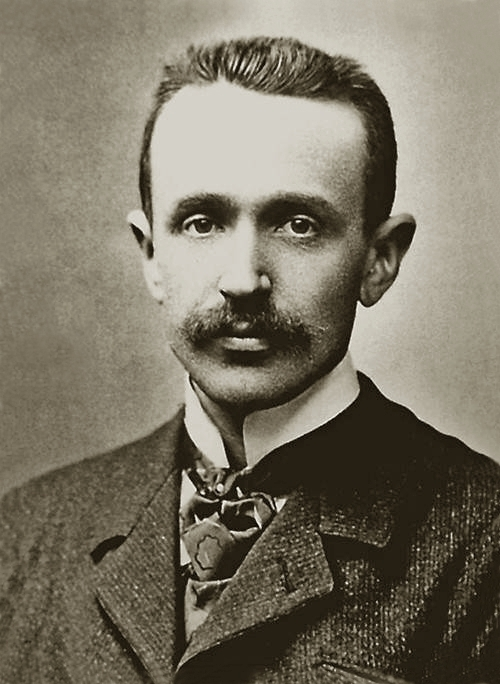
Adolphe Kégresse

Outre les véhicules impériaux, son système s’appliquera à des véhicules de l’armée impériale russe dès 1914 en particulier des ambulances Packard et des auto-mitrailleuses Austin-Putilov qu’utilisèrent plus tard les bolcheviks.
Durant la Première Guerre mondiale, il est détaché auprès de la société Renault, qui le charge d'organiser la réparation des véhicules militaires. Il accompagne le Tsar Nicolas II durant ses déplacements sur le front autrichien en tant que responsable des services automobiles militaires russes. Il quitte la Russie après la Révolution d'Octobre à la demande du consulat de France, selon son dossier d'attribution de Légion d'Honneur.
Rentré en France, c’est avec Citroën qu’il crée un département de véhicules « tout terrain » en 1919. Les véhicules Citroën Kégresse équipés du système Kegresse-Hinstin seront produits de 1921 jusqu’en 1940. Ces véhicules connurent un certain succès et différentes versions ont été utilisées par l’armée en France et à l’étranger par des services publics (postes, douanes) ou par l’armée dans les pays tels que la Belgique, le Chili, la Grande-Bretagne, les Pays-Bas, la Pologne, l’Espagne.
Après avoir quitté Citroën, Kegresse continue ses travaux de recherche. En 1935, il met au point une boîte de vitesses automatique à double embrayage, dénommée « AutoServe » et, en 1939, il essaie une chenillette électrique filoguidée, dont le prototype sera saisi par l'occupant allemand en juin 1940 et donnera lieu à l'invention du Goliath, l'un des premiers drones téléguidés.
Durant toute sa vie, Kegresse déposa plusieurs centaines de brevets de toutes sortes, la plupart en rapport avec des composants automobiles.

## Le système Kegresse-Hinstin
Ce système de chenilles, adaptable aux châssis existants, est composé d’une bande épaisse de caoutchouc moulé et armé s’enroulant sur deux poulies dont l’une est motrice et l’autre libre sur un essieu porteur constituant ainsi un bogie à deux essieux ayant une assez large liberté de tangage pour s’adapter au terrain accidenté. La poulie motrice (diamètre 500 mm) est à deux joues mobiles enserrant la chenille en fonction des efforts demandés lors de la traction ou du freinage. Un train de quatre galets groupés deux à deux assure la fonction porteuse. Les principaux intérêts du système par rapport aux chenilles classiques sont sa légèreté et son fonctionnement relativement silencieux. Son plus gros défaut était la durée de vie assez faible de la bande sans fin (2 000 à 6 000 km).
Avec l’ingénieur Jacques Hinstin en 1922, Kegresse finalise le premier véhicule « tout terrain » Citroën K1 qui est un châssis B2 équipé du système. Le système « Kegresse-Hinstin » équipera beaucoup d’autres modèles comme les C4 et C6.
Compte tenu de ses performances, André Citroën se lance dans plusieurs opérations de promotion de grande envergure à retentissement international :
- l’expédition transsaharienne en 1922 qui fut un succès et la constitution de la Compagnie Générale Transsaharienne Citroën (Citracit) à des fins de transport et de tourisme à travers le Sahara, qui fut par contre un échec financier auquel André Citroën mit rapidement fin ;
- la Croisière noire en 1925 ;
- la Croisière jaune en 1931 cofinancée par le National Geographic ;
- le prêt de trois véhicules C6 en 1933 à l’amiral Richard Byrd pour son expédition en Antarctique ;
- la Croisière blanche en 1934 au Canada qui fut un échec ;
- des démonstrations à de nombreuses commissions militaires.
- « Des véhicules Citroën en Antarctique », sur transpolair.free.fr (consulté le 10 décembre 2023)

Des véhicules Citroën équipés de « Kegresse » sont fabriqués jusqu’en 1937, puis par Unic et Somua. Durant cette période, le système se perfectionna tout en conservant le principe d’origine : les modifications portaient sur l’entraînement de la chenille et sur le renforcement de celle-ci par une association de plaques métalliques et de blocs de caoutchouc.
Le système Kegresse-Hinstin est à l'origine des Halftracks M2/3.

## Distinctions
- Officier de la Légion d'honneur (21 octobre 1932)[3]
- Officier d'académie

## Galerie

### Russie

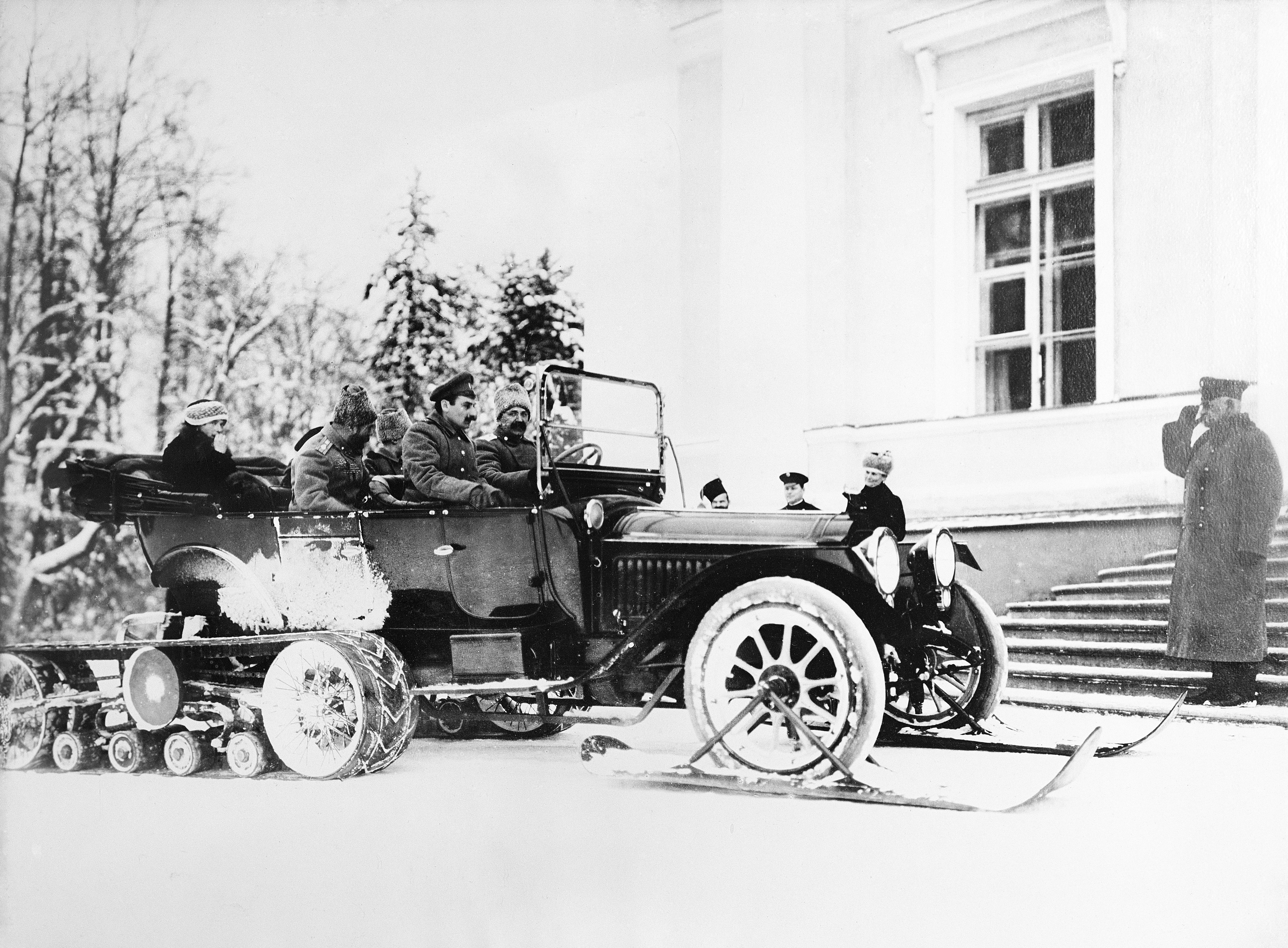
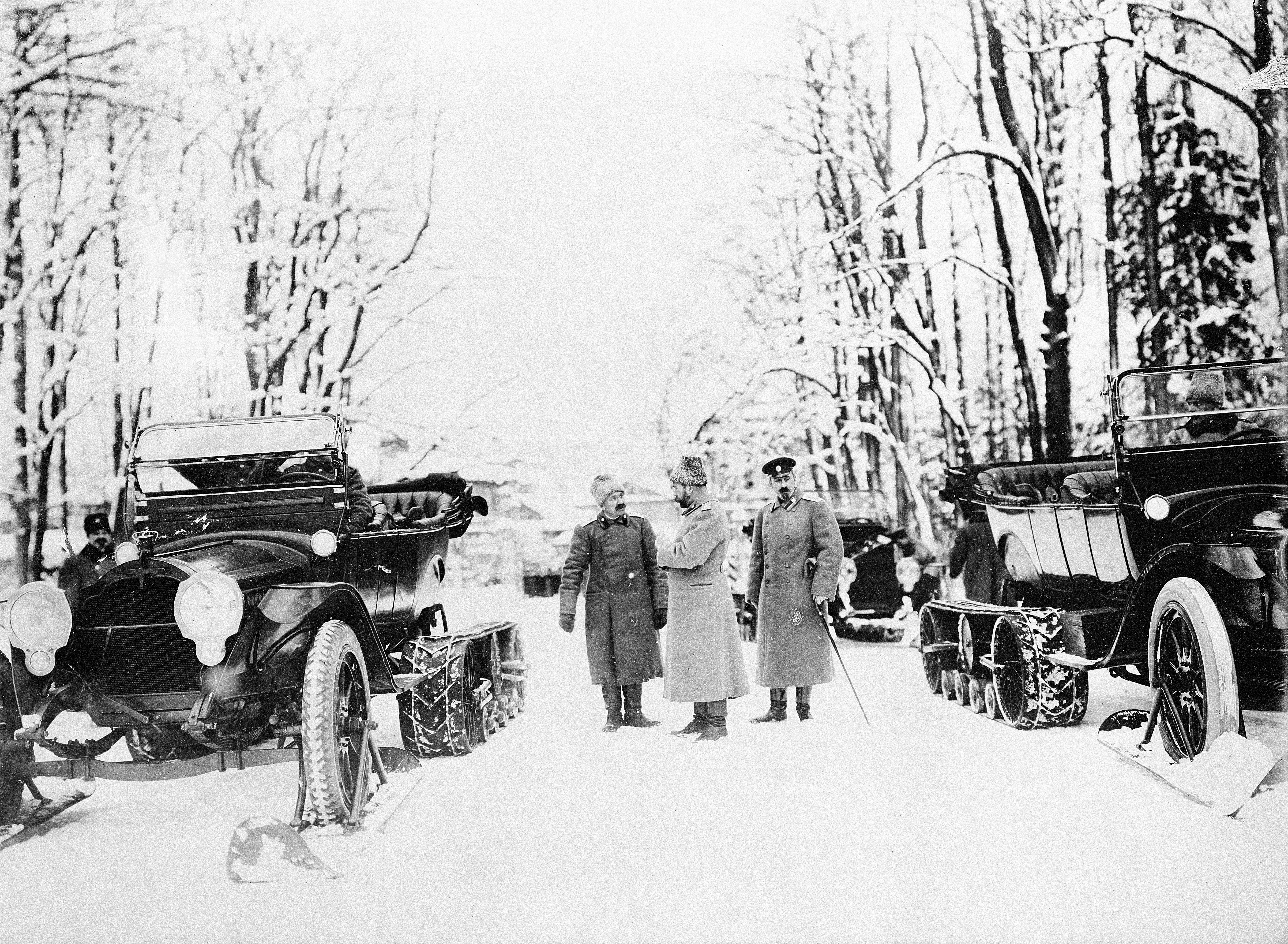
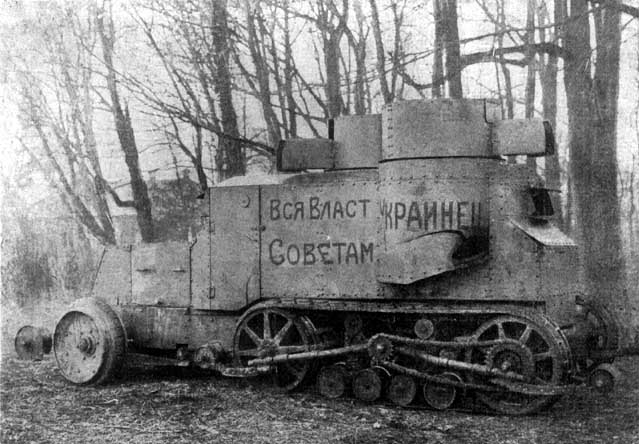
Voiture blindée Austin-Putilov de l'Armée Rouge endommagée durant la Guerre soviéto-polonaise, près de Jytomyr, 21 mars 1920.
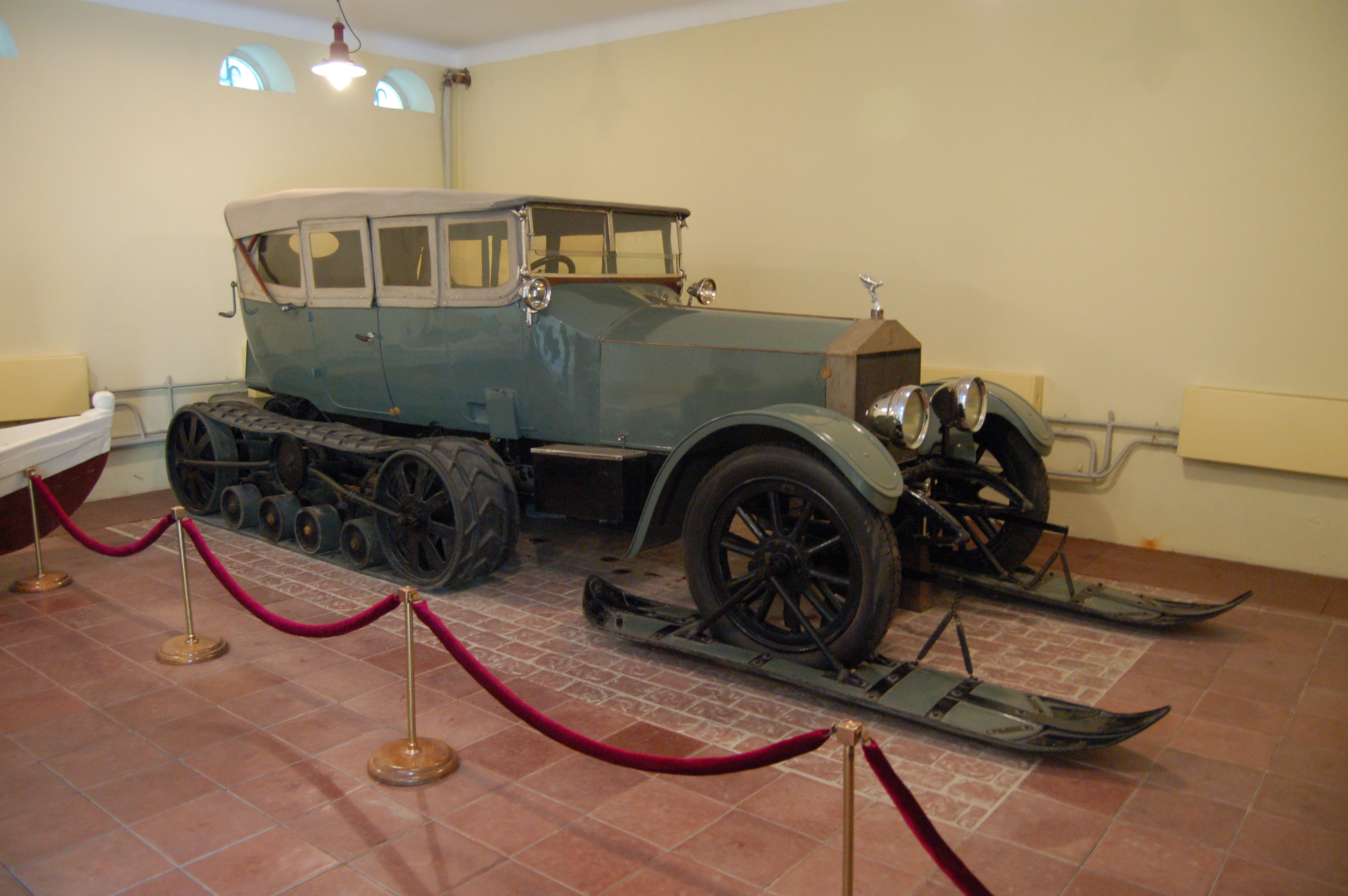
Rolls-Royce Silver Ghost personnelle de Lénine  à autochenille Kégresse

### France

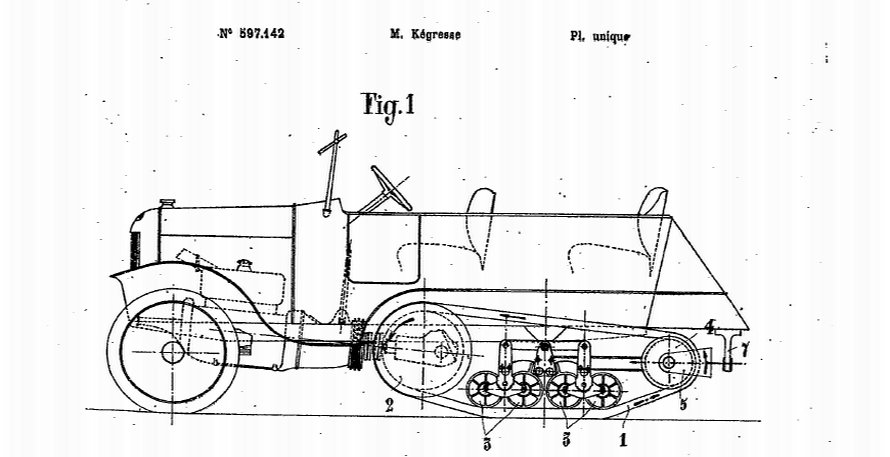
Plan du brevet du système Kégresse FR597142 (1924)
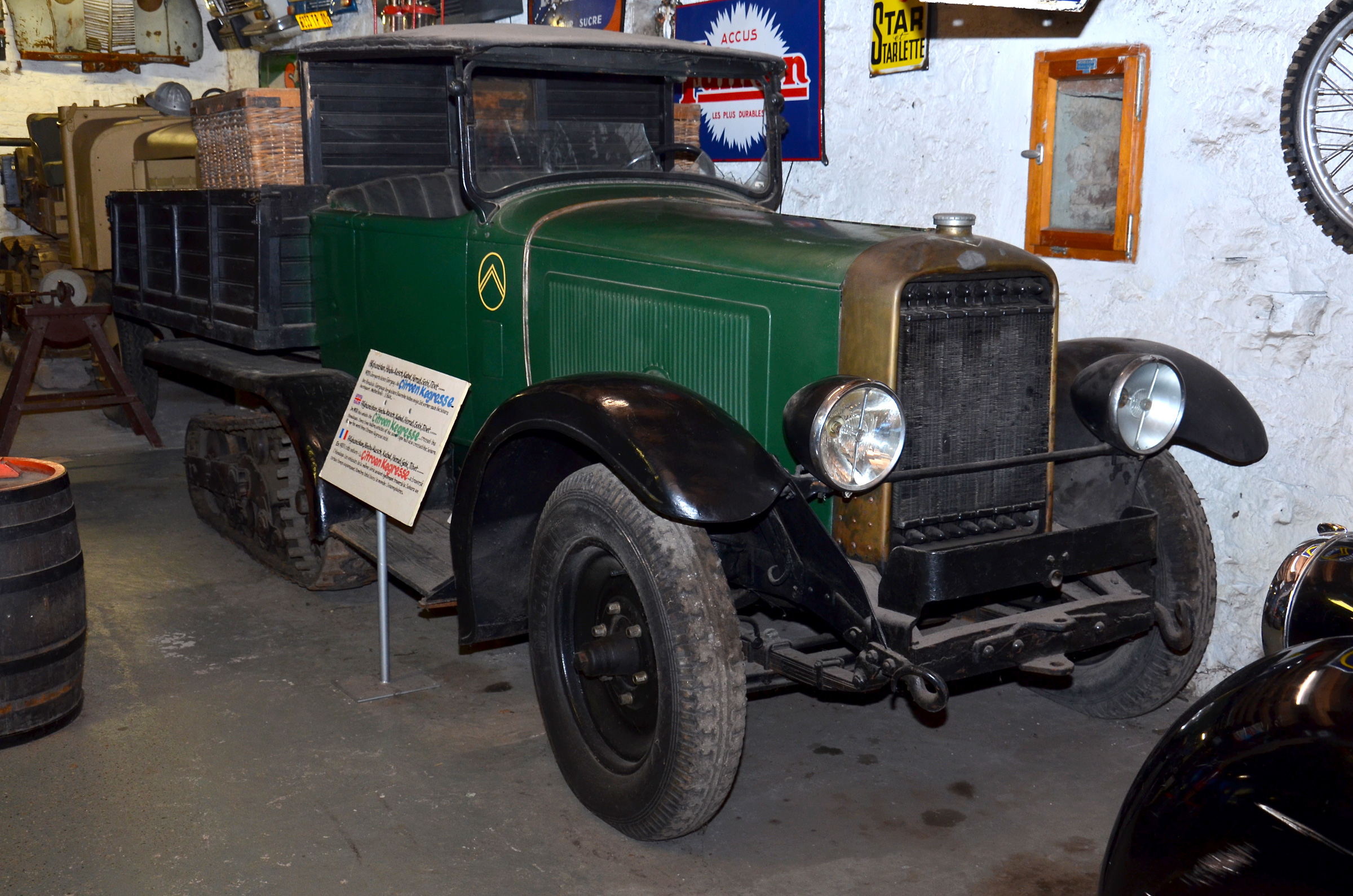
Citroën Kégresse du musée Marxzell, Allemagne
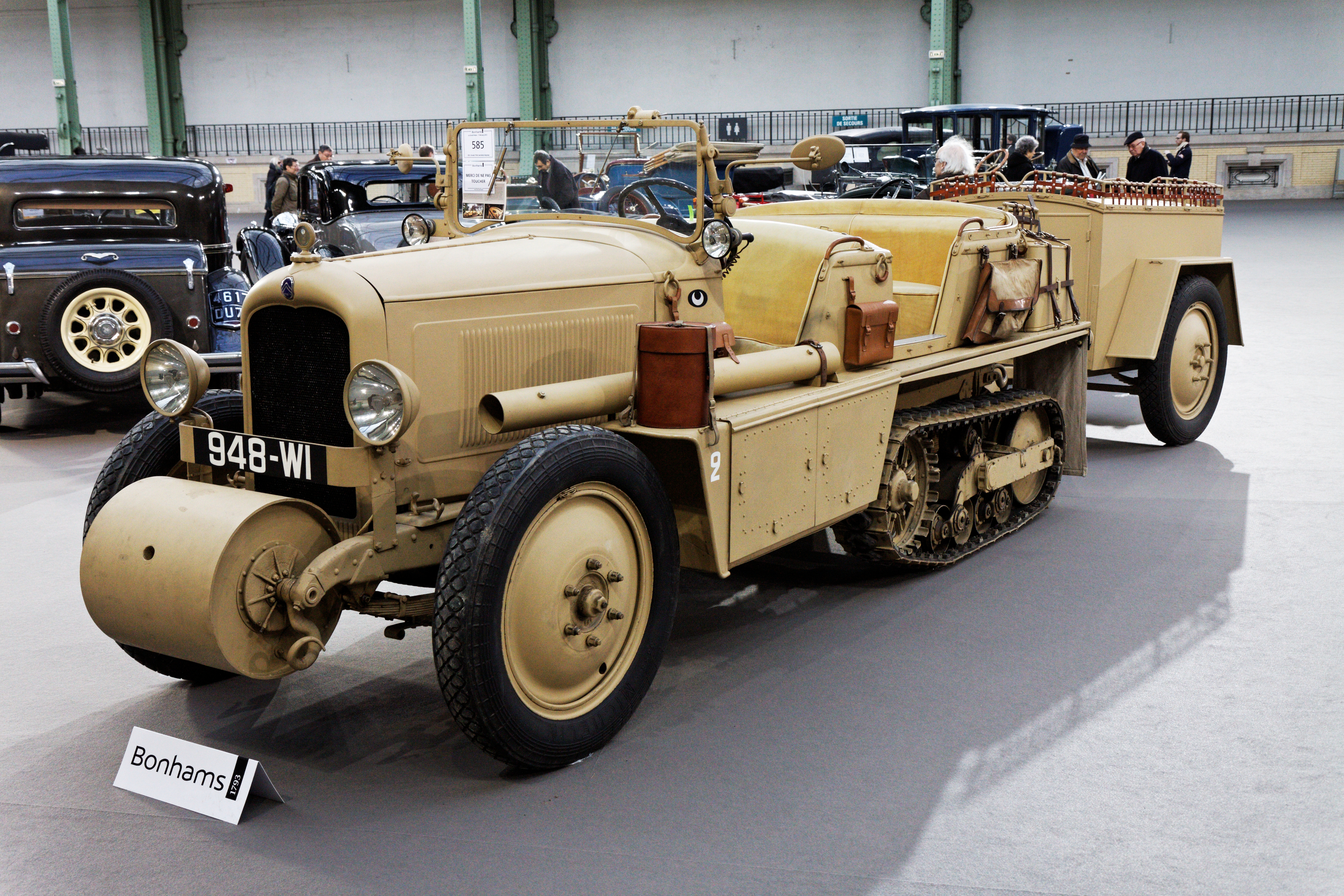
Semi-chenillé Citroën Kégresse P17C sur châssis Citroën C4 (1931)
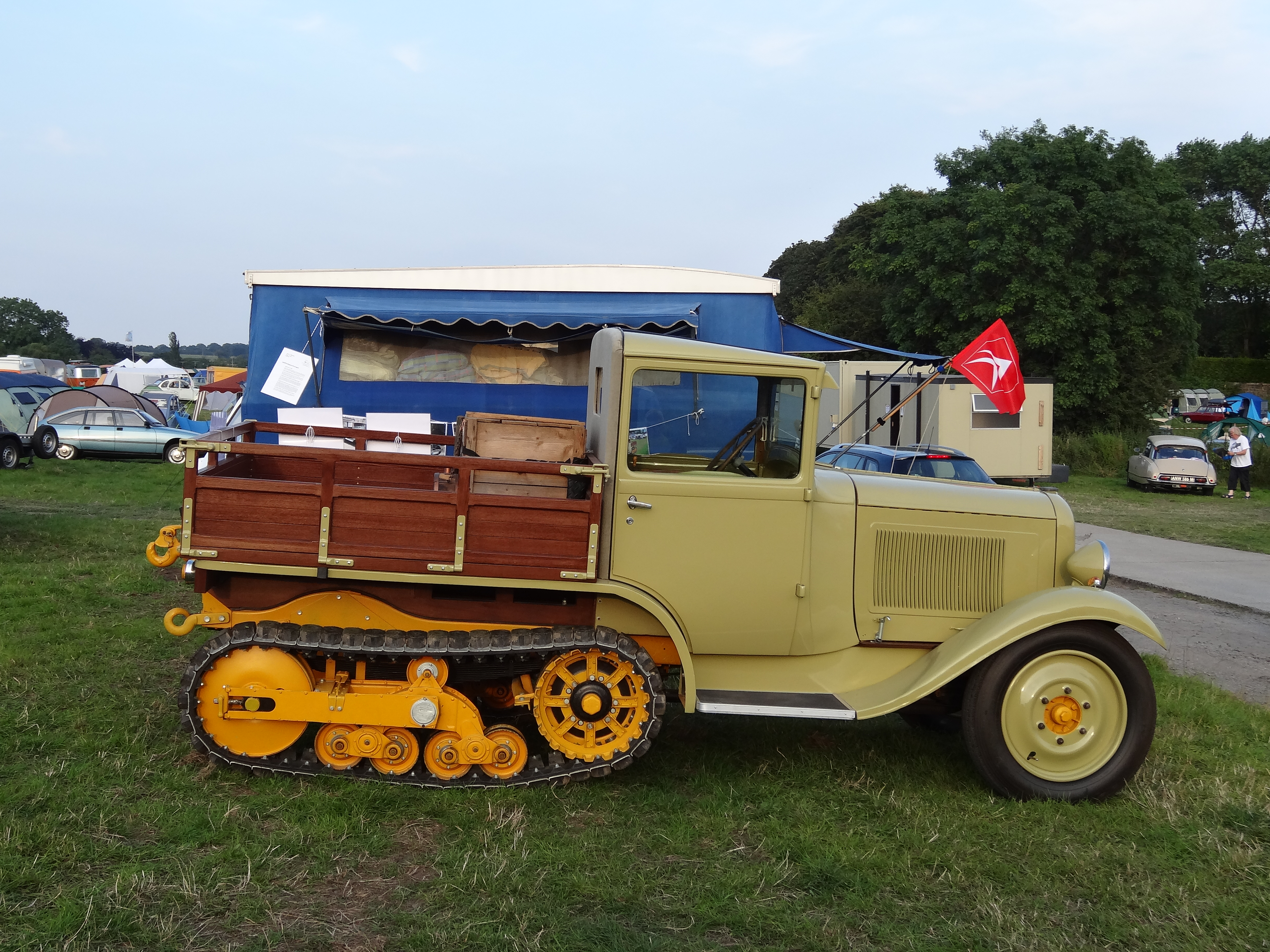
Semi-chenillé Citroën-Kégresse P17C sur châssis Citroën C4 (1933)
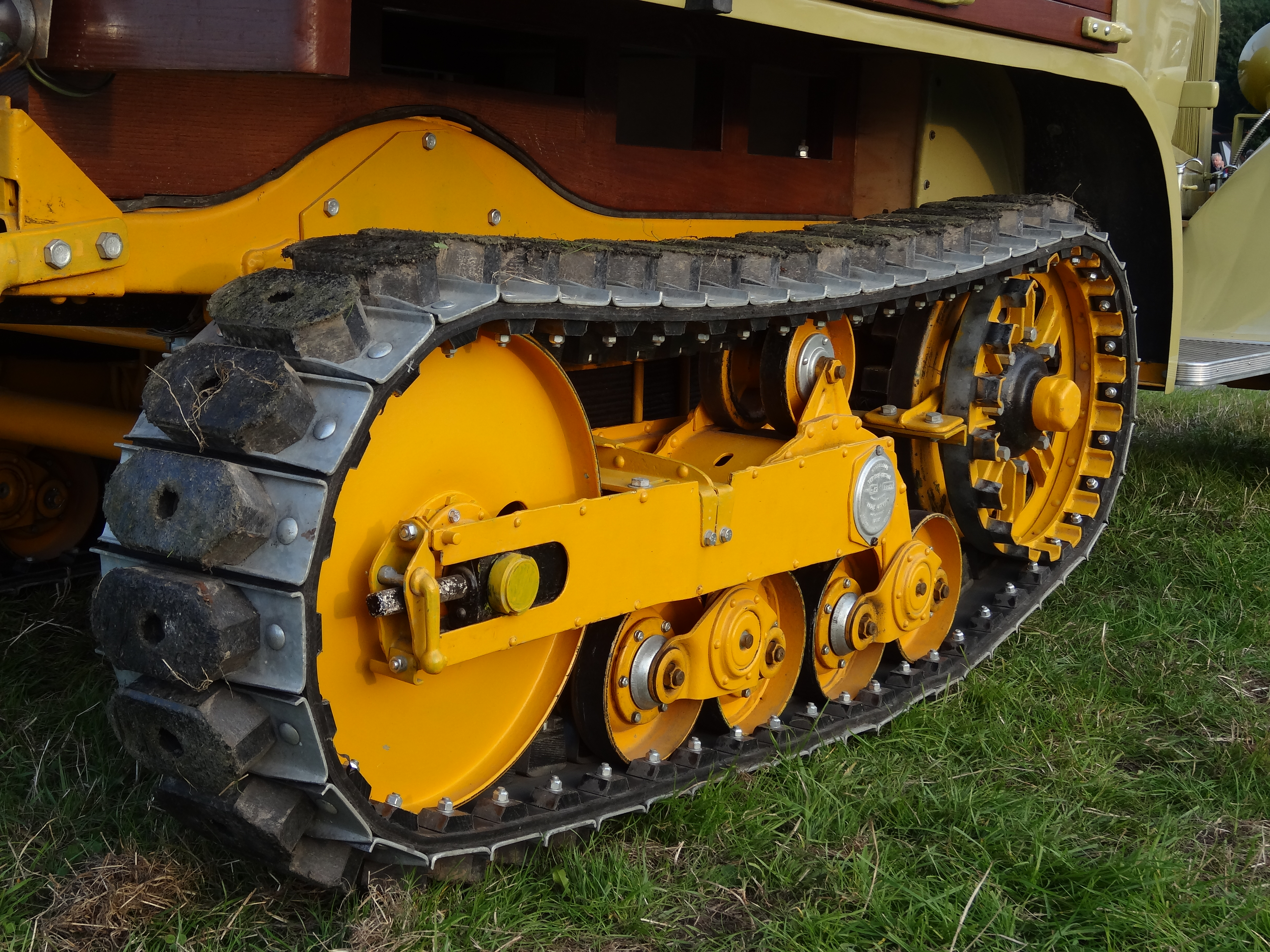
Chenilles de la Citroen-Kégresse P17C sur châssis Citroën C4 (1933)
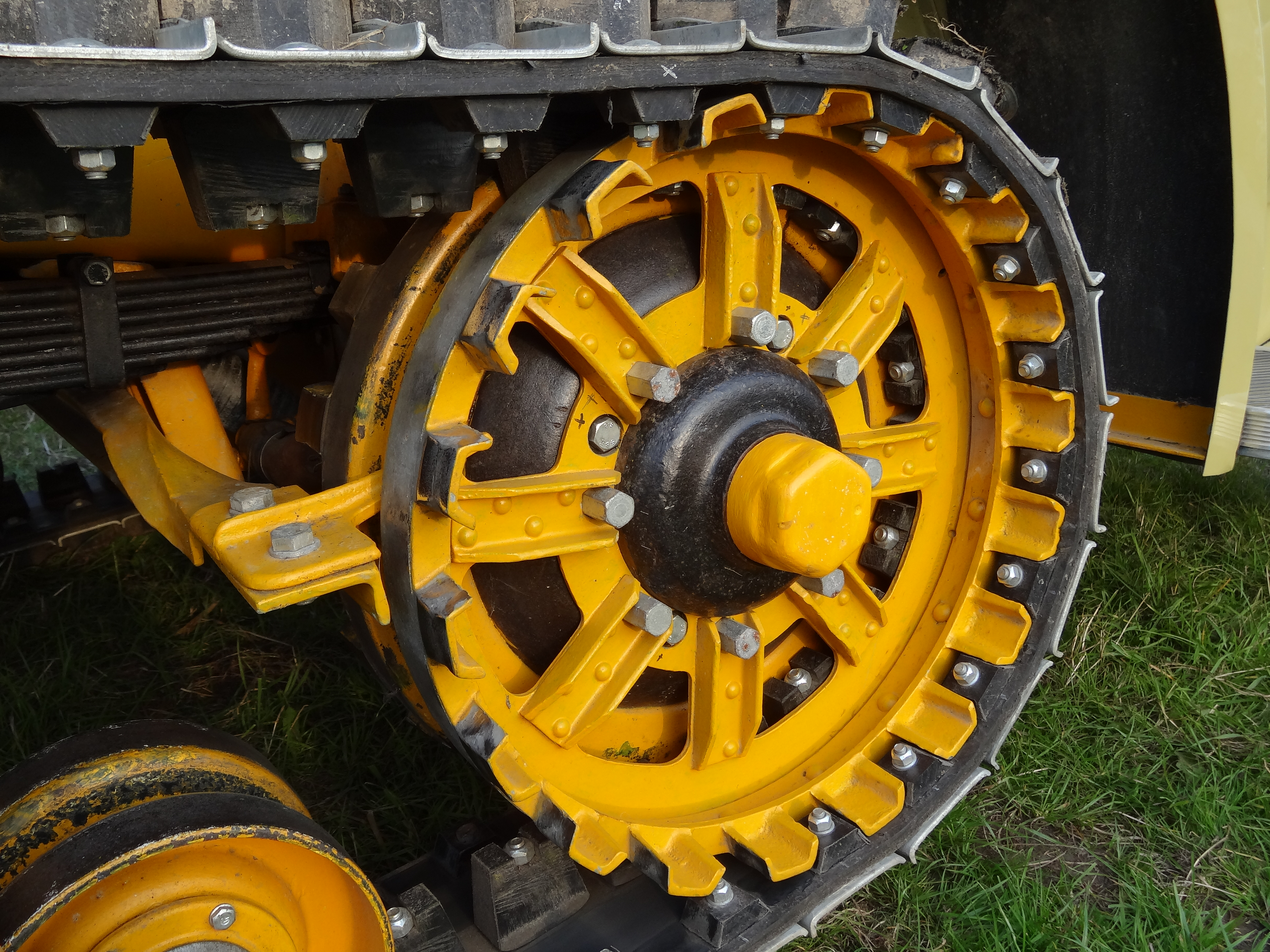
Détails des chenilles Citroën-Kégresse P17C sur châssis Citroën C4 (1933)
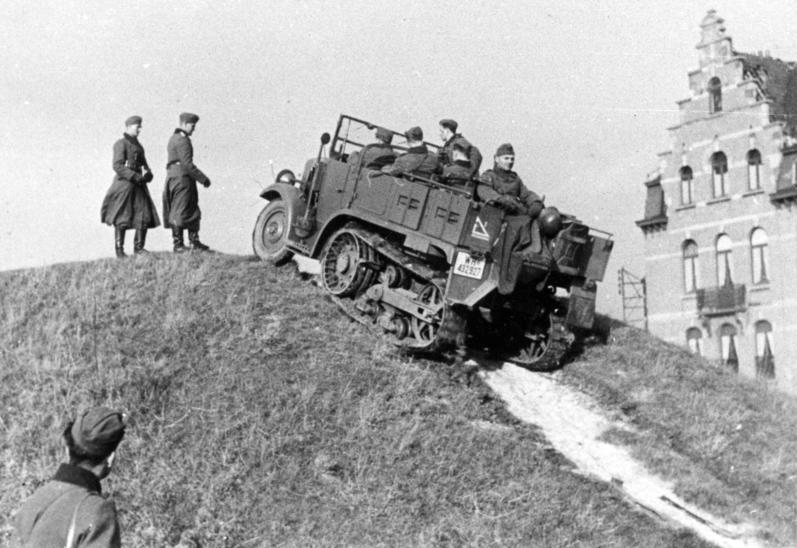
Citroën/Unic P107 capturée  par la Wehrmacht et utilisée en Belgique en Novembre 1940
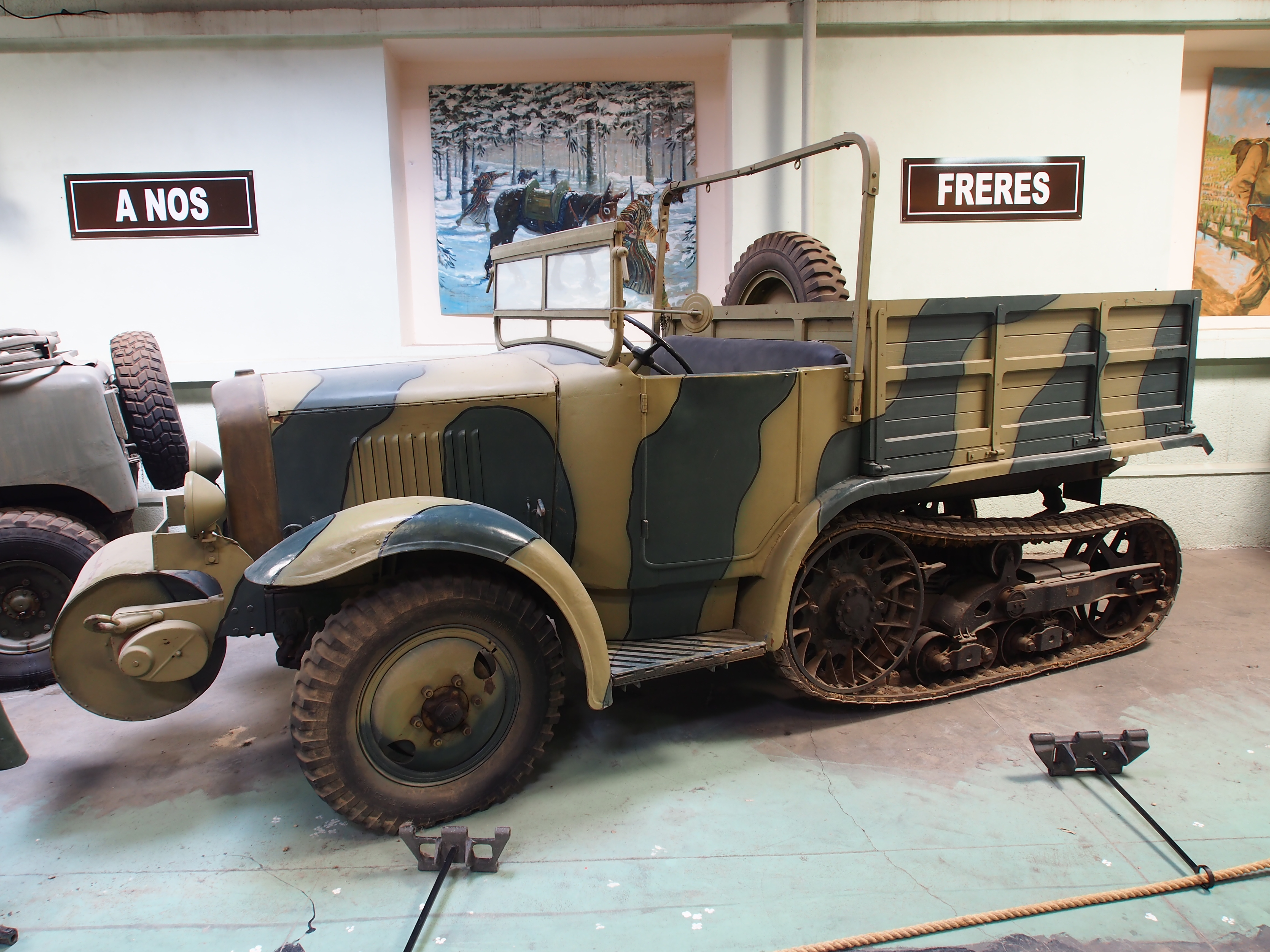
Citroën/Unic P107 du Musée des Blindés de Saumur, France.
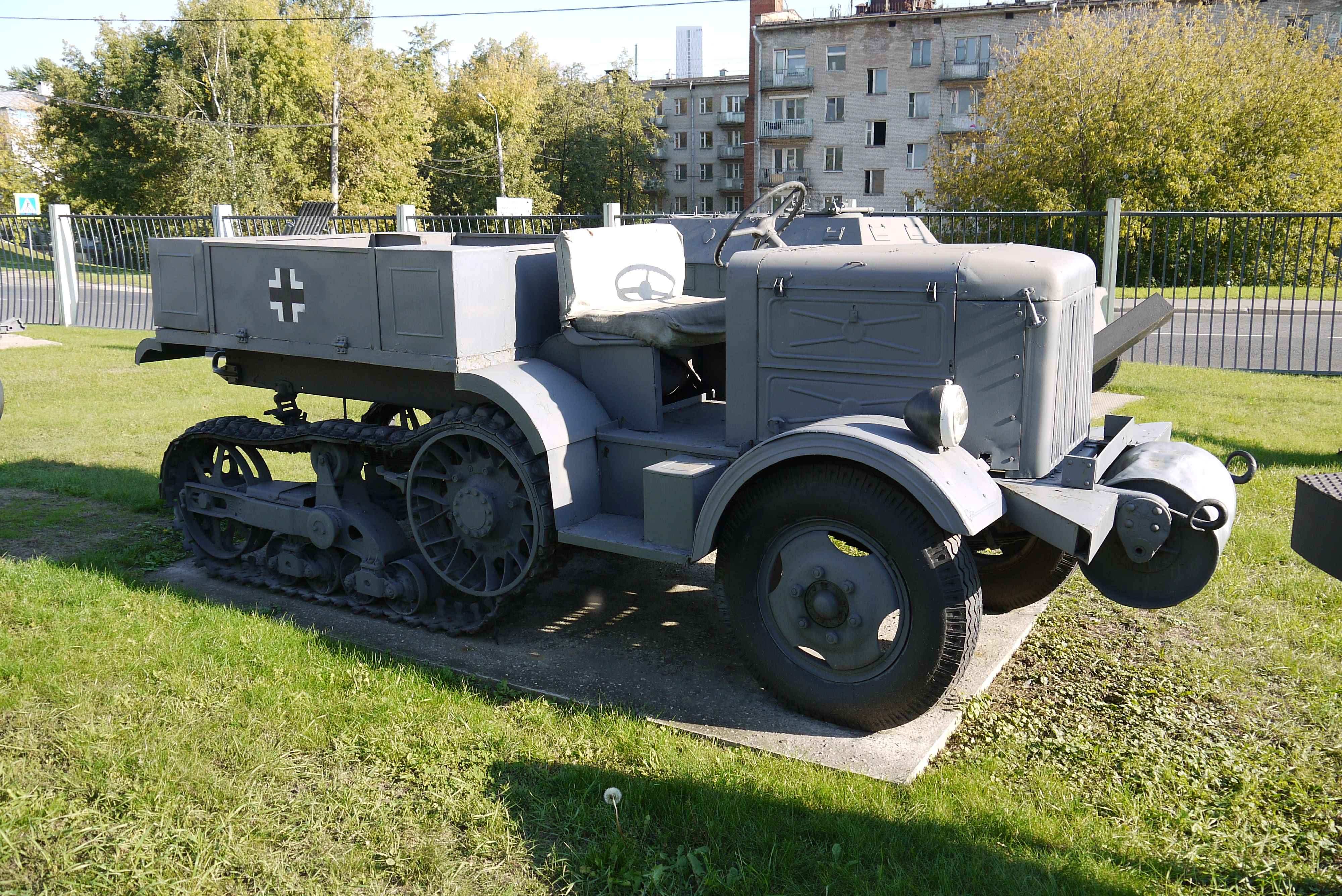
Citroën/Unic P107 utilisée par la Wehrmacht, Musée de la Grande Guerre patriotique, Moscou
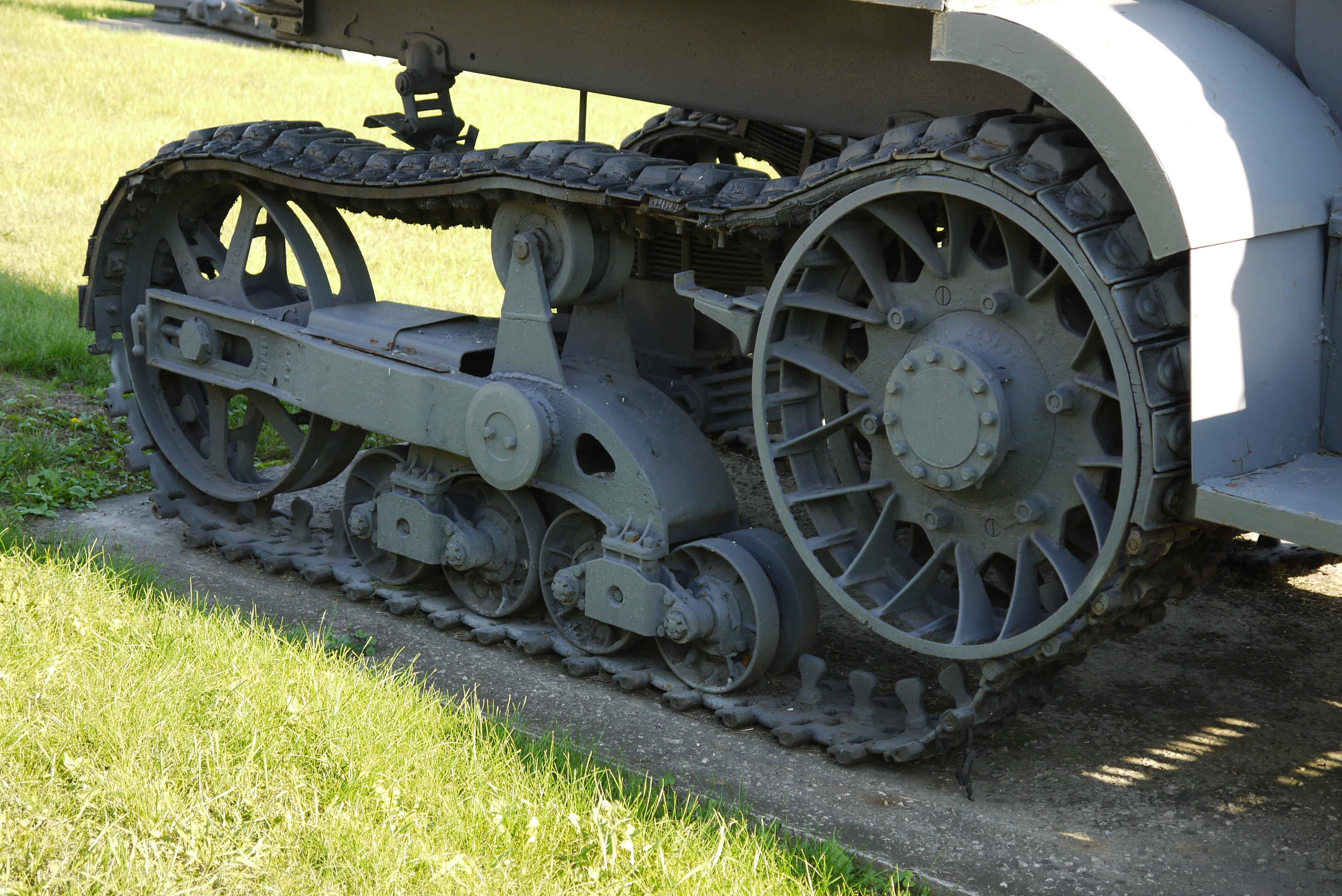
Détails d'une Citroën/Unic P107 utilisée par la Wehrmacht, Musée de la Grande Guerre patriotique, Moscou
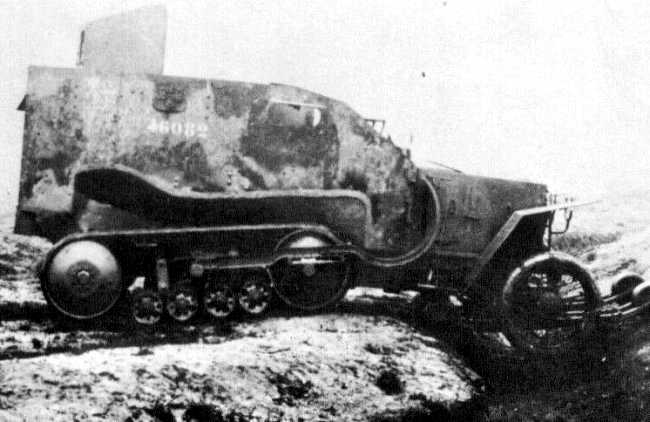
Autochenille blindée expérimentale Peugeot-Kégresse testée en 1923.
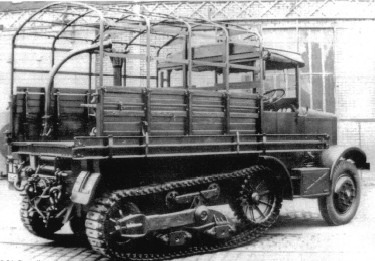
Somua MCL-5 en 1939
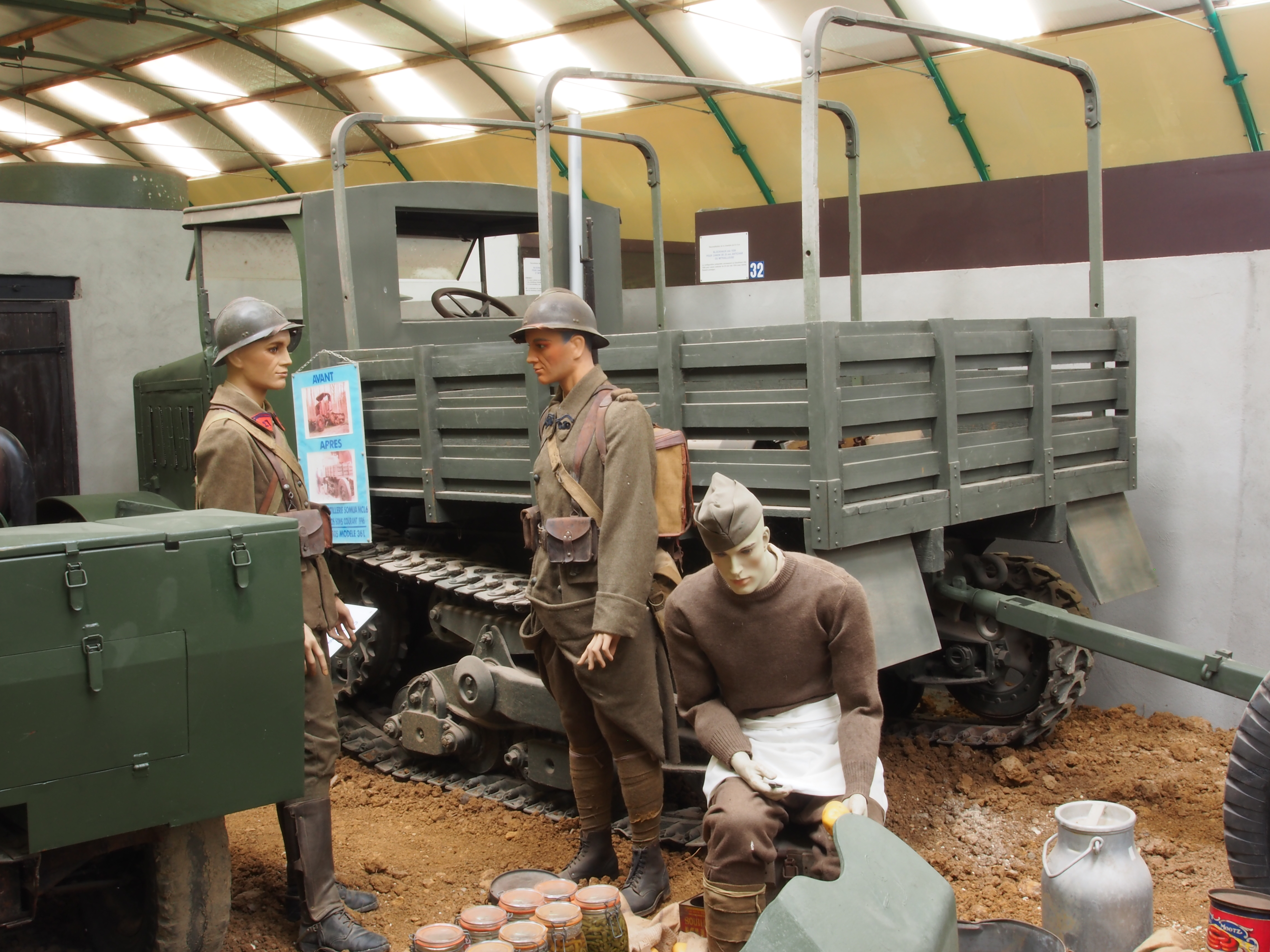
Tracteur d'artillerie SOMUA MCL6, musée du Fort
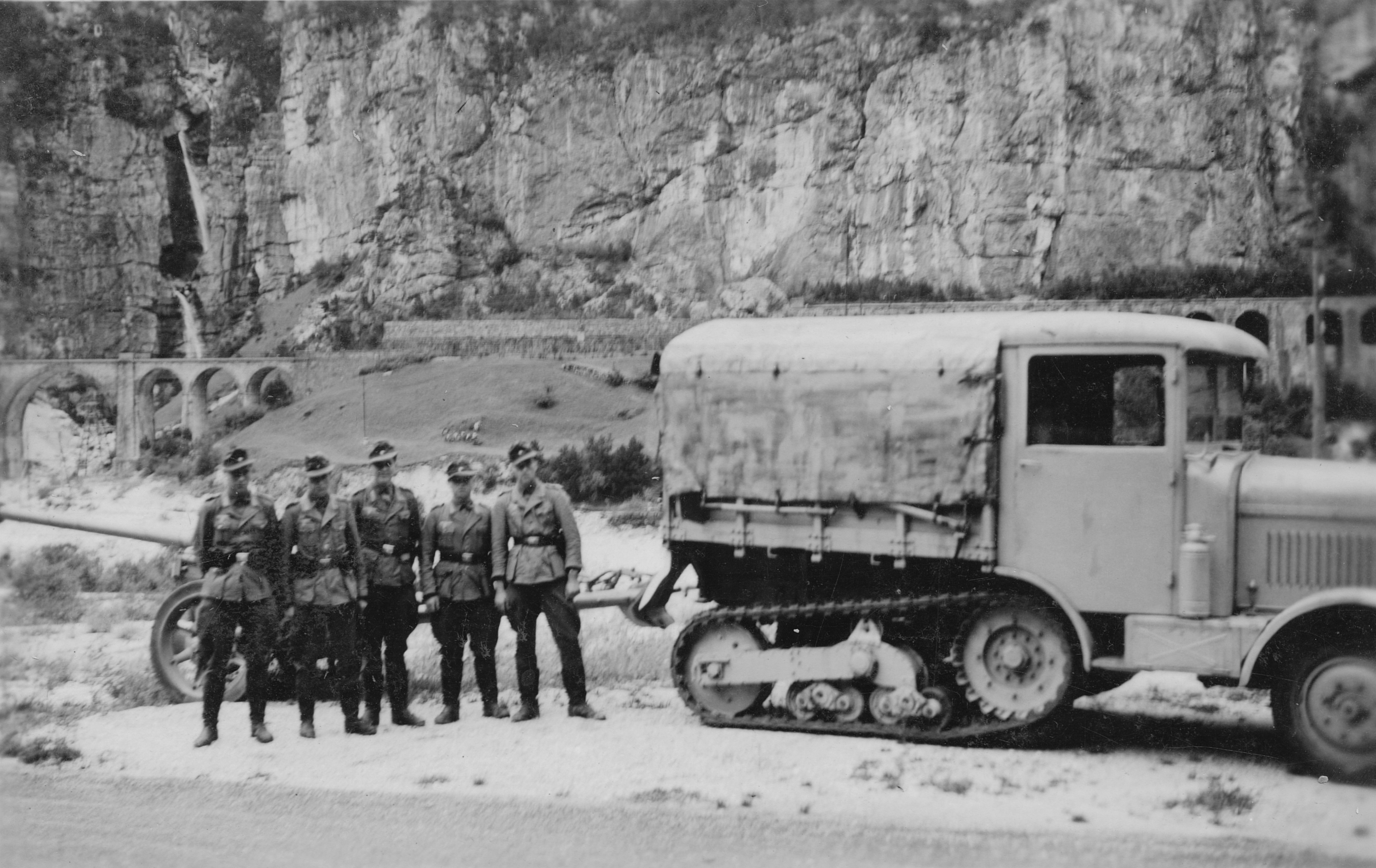
Somua MCG avec PaK 40 en Italie du nord.

### Royaume-Uni

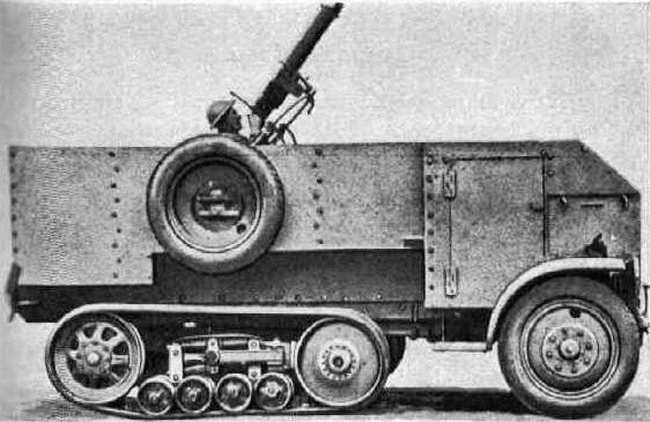
Semi-chenillé blindé Burford-Kegresse
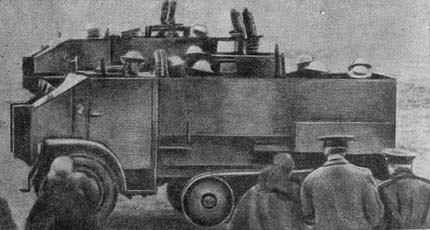
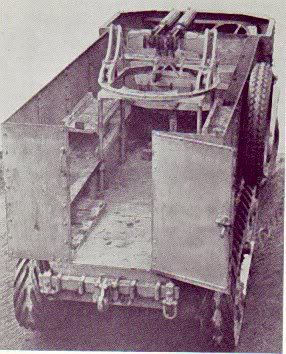
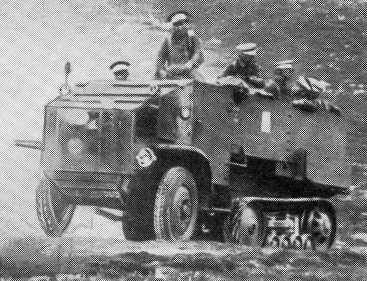
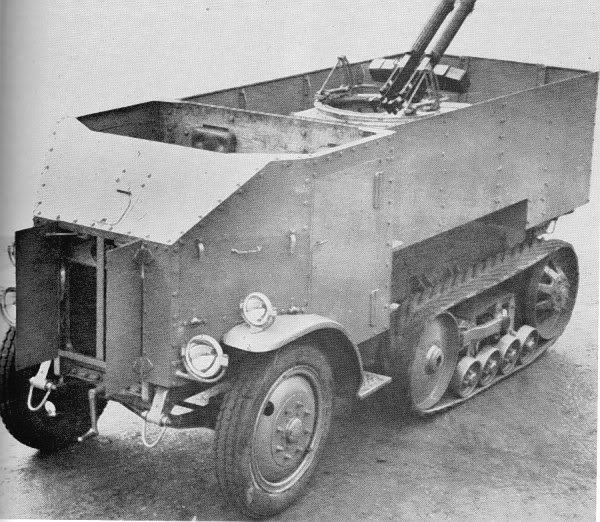

### Pologne

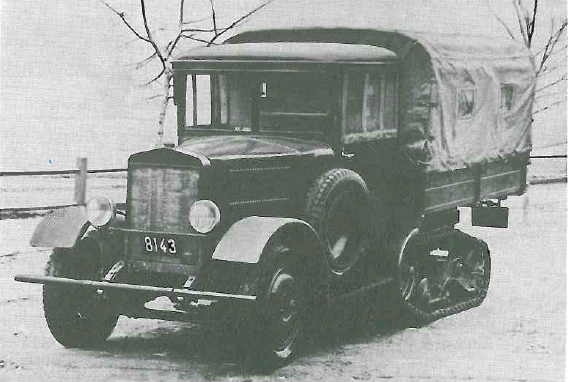
PZinz C4P

### États-Unis

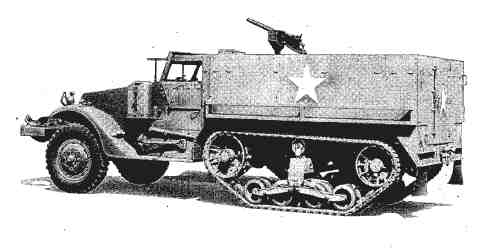
Half-track M3
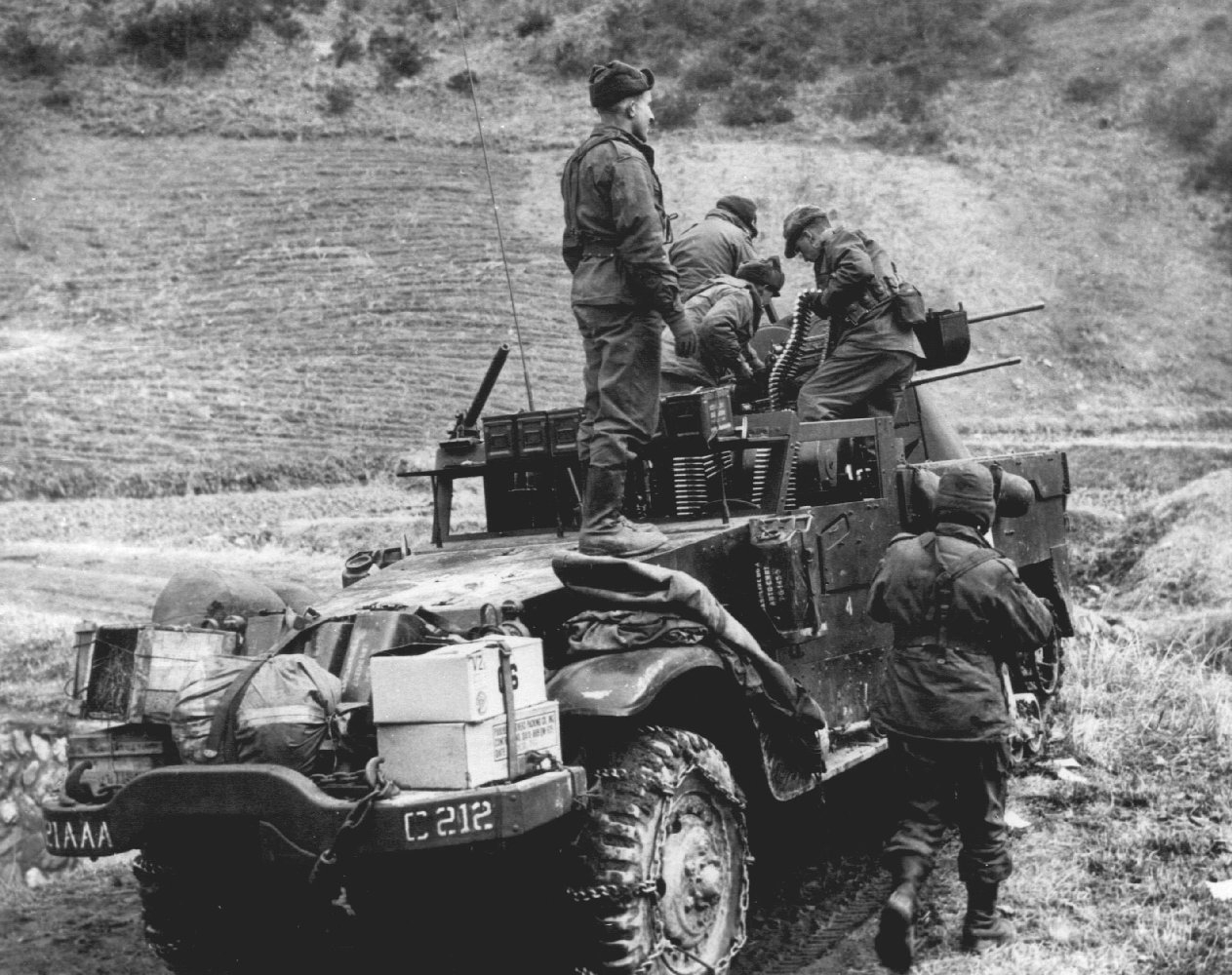
Half-track M17 lors de la Guerre de Corée